# MechWarrior 2: 31st Century Combat
MechWarrior 2: 31st Century Combat è un videogioco pubblicato da Activision il 24 luglio del 1995. Si tratta di una simulazione di pilotaggio di mech tratta dal gioco da tavolo BattleTech, dell'editore FASA.
Originariamente sviluppato per MS-DOS, ha subito processi di porting per varie piattaforme, tra cui Windows, Apple Macintosh e le console di gioco PlayStation e Sega Saturn: sotto ambiente operativo MS-DOS, Windows e Mac, il gameplay resta il medesimo; per le console, è stata implementata un'ottimizzazione della meccanica di gioco. Una versione pubblicata per Windows 95, include l'espansione NetMech, per competere in rete o connessione diretta.
MechWarrior 2: 31st Century Combat è accompagnato da una colonna sonora creata dal compositore di origine coreana Jeehun Hwang (che consiste di musica elettronica ambient) e da una sequenza introduttiva realizzata da Digital Domain.

## Trama
L'ambientazione generale è quella di BattleTech, dove l'umanità ha colonizzato una larga porzione di Via Lattea, poi suddivisa in Stati interstellari controllati da dinastie nobiliari guerrafondaie. In conseguenza di ciò, la galassia è divenuta teatro di ostilità interminabili. I mech detti BattleMech, macchine imponenti e avanzate, in genere antropomorfe, condotte da un'élite di piloti chiamati MechWarrior, divennero determinanti sui campi di battaglia.
I Clan sono i discendenti dei sei milioni di soldati della Forza di Difesa della Lega Stellare i quali, nel corso dei secoli del loro esodo, andarono a formare venti gruppi chiamati appunto Clan, stabilendo una società interamente basata su draconiane leggi militari e genetiche.
I Clan, nel trentunesimo secolo, fecero ritorno alla Inner Sphere sotto forma di forza d'invasione (Operazione Revival).
Nel gioco è il 3057: l'inizio della "Guerra del Rifiuto", il conflitto nel quale il Clan dei Jade Falcon tenta di permettere la ripresa dell'invasione contro l'ancora debole Inner Sphere. L'ilKhan Ulric Kerensky e il Clan Wolf si battono contro i Jade Falcon per indebolirli e renderli non più una minaccia.

## Modalità di gioco
MechWarrior 2: 31st Century Combat è un simulatore tattico, che incorpora le funzioni di combattimento in tempo reale e la simulazione di pilotaggio dei BattleMech (mech da guerra). Il giocatore può scegliere tra diverse modalità di controllo: da un punta e clicca, a una modalità maggiormente avanzata che permette di gestire gli arti inferiori e il torso del mech in modo indipendente. Il computer di bordo fornisce una serie di indicazioni, che vanno dal rilevamento della prossimità di forze antagoniste o alleate, alla segnalazione dei danni e l'esaurimento del munizionamento. Al giocatore spetta, fra l'altro, la gestione dell'accumulo di calore, generato soprattutto dalle armi (proprie ed avversarie), in particolare di quelle ad energia: il computer del BattleMech tenterà di eseguire automaticamente un arresto di emergenza se i livelli di calore andranno oltre la soglia di sicurezza (esponendo, in tal modo, il giocatore al fuoco nemico). Questa routine di auto-spegnimento può essere aggirata. Tuttavia, ignorando deliberatamente i livelli di calore in aumento, si avranno danni crescenti che vanno dalle deflagrazioni di munizioni e conseguente danneggiamento del mech pilotato (inclusa la perdita degli attuatori degli arti inferiori, che di fatto immobilizza il mech), sino alla deflagrazione della macchina stessa, indotta dal surriscaldamento del plasma del proprio motore a fusione.

### Giocatore singolo
In MechWarrior 2: 31st Century Combat si hanno due differenti modalità singleplayer: nella prima (definita Instant Action) vi è la possibilità di selezionare diverse opzioni, come il campo di battaglia, l'affiliazione a un Clan, la configurazione dei BattleMech e il team di gregari di supporto; nella modalità Campaign, il giocatore deve scegliere di schierarsi con uno dei due Clan coinvolti nella "Guerra del Rifiuto": il Clan Wolf e il Clan Jade Falcon (per un totale di 32 missioni, 16 per ciascuna campagna, "Jade Falcon Campaign" e "Wolf Campaign"). Ogni missione ha un obiettivo specifico, come la ricerca e la distruzione di un bersaglio, la ricognizione o l'assalto. Inizialmente, il giocatore controlla uno dei BattleMech impiegati nel conflitto, ma nelle missioni successive passa al comando di una propria unità. Fra un'operazione e l'altra, si ha la possibilità di variare l'insieme dei componenti del proprio BattleMech, personalizzando armi, corazze, sistemi di difesa e la capacità del mech di smaltire calore efficientemente.

### Finali multipli
A seconda di come il giocatore avrà deciso di schierarsi nella campagna, s'imbatterà in scenari conclusi opposti:
- Finale della Jade Falcon Campaign: combattendo dalla parte dei Jade Falcon, le ultime unità Wolf verranno rintracciate e distrutte sul pianeta Morges;
- Finale della Wolf Campaign: dalla parte dei Wolf, si vedrà la sconfitta dei Jade Falcon su Morges, ad opera del Clan Wolf e dei loro alleati.

### Multigiocatore
Originariamente non prevista, la modalità multiplayer venne aggiunta nell'edizione ottimizzata per Windows 95, mediante l'espansione chiamata NetMech.

## NetMech
NetMech, sviluppato e pubblicato da Activision l'11 giugno del 1996, è un add-on per MechWarrior 2: 31st Century Combat che implementa la modalità multiplayer nel gioco originale, e che comprende 15 mappe giocabili via IPX, Null modem, modem o DWANGO. Il software è compatibile con le piattaforme MS-DOS, Macintosh e Windows.

## MechWarrior 2: BattlePack
MechWarrior 2: BattlePack è una raccolta uscita nel marzo del 1997 che comprende i giochi, MechWarrior 2: 31st Century Combat, MechWarrior 2: Ghost Bear's Legacy e NetMech.
I titoli contenuti nel pacchetto, sono dotati di un motore grafico ottimizzato a 8 bit (quello che muove MechWarrior 2: Mercenaries) per garantire dettagli visivi migliori e una maggiore fruibilità del comparto multiplayer.

## MechWarrior 2: The Titanium Trilogy
MechWarrior 2: The Titanium Trilogy è una compilation pubblicata nell'aprile 1998, contenente il gioco MechWarrior 2: 31st Century Combat, con le espansioni MechWarrior 2: Ghost Bear's Legacy e MechWarrior 2: Mercenaries. Nel pacchetto è stato aggiunto il supporto al sistema operativo Windows 95 e agli acceleratori grafici 3D.
Rispetto alle versioni originali, l'impatto visivo dei giochi è cambiato grazie all'uso della più performante grafica a 16 bit (ogni CD-ROM della compilation, sui quali è riversato ciascun titolo, comprende anche una versione adattata per lo standard Direct3D, che sfrutta le librerie API DirectX), a texture più dettagliate, all'aggiunta delle ombre e all'uso della tecnica dell'illuminazione dinamica.